# Mab
Mab is een maan van Uranus. De maan is in 2003 ontdekt door Mark R. Showalter en Jack J. Lissauer. De diameter van de maan is slechts 24 kilometer, waarmee de maan een van de kleinere manen van Uranus is. De baan is dezelfde als een van Uranus' ringen: R/2003 U1. Deze ring is waarschijnlijk ontstaan uit meteorietinslagen op Mab.
De maan kreeg bij de ontdekking aanvankelijk de naam S/2003 U 1.

Miranda · Ariel · Umbriel · Titania · Oberon

Cordelia · Ophelia · Bianca · Cressida · Desdemona · Juliet · Portia · Rosalind · Cupid · Belinda · Perdita · Puck · Mab · Francisco · Caliban · Sycorax · Margaret · Prospero · Setebos · Stephano · Trinculo · Ferdinand